# Haji Obaidullah Barakzai
Haji Obaidullah Barakzai (n. 1959) es un político afgano. Se desempeñó entre 2010 y 2021 como diputado de la Wolesi Jirga. Asimismo, presidió la comisión de Reclamos y Peticiones de dicha cámara.

## Biografía

### Primeros años y educación
Nació en 1959 en una familia rica de los pashtun. Pertenece a la tribu Barakzai Pashtun. Pasó su infancia en el distrito de Chora, en la provincia de Uruzgán, lugar donde también cursó su educación primaria y secundaria. También estudió teología islámica.
Obtuvo el grado de bachiller en leyes y ciencia política en 2016, por la Universidad de Bakhtar, en Kabul.

### Carrera política
Se integró en 1982 al partido Hezb-e-Islami de Afganistán. Sirvió como comandante del mujahideen, durante la guerra soviética en Afganistán. Tras la caída del Talibán en 2001, ejerció como comandante militar del aeropuerto de Kandahar durante seis años.
En 2006 ejerció como gobernador distrital de Khas Urozgan en la provincia de Uruzgán. Ese mismo año asumió en el mismo territorio como director del Ministerio de Fronteras y Asuntos Tribales de Afganistán, cargo que ocupó hasta 2010.
En 2010 fue electo diputado de la Wolesi Jirga en representación de la provincia de Uruzgán. Culminó su ejercicio de facto con la toma del poder por parte de los talibanes el 15 de agosto de 2021.
Durante su ejercicio en la Cámara, ocupó el puesto de presidente de la Comisión de Reclamos y Peticiones. Asimismo, concurrió a Irán como delegado oficial de la Cámara sobre asuntos relacionados con protecciones de refugiados y personas desplazadas que buscan asilo; y a Turquía, en relación con situaciones contemporáneas de Afganistán.

## Vida personal
Se casó y tuvo 25 hijos. Contaba con residencia en Kabul. Perdió a 28 miembros de su familia durante la guerra civil de Afganistán, entre ellas, la de su hermano mayor y de su hijo, ambos en las manos del Talibán.